# Gottfried Schmid
Gottfried Schmid (* 26. November 1922 in Niederpöring; † 12. Juni 2005) war ein deutscher Verwaltungsjurist und ehemaliger Regierungspräsident von Niederbayern.

## Leben
Gottfried Schmid machte 1942 Abitur am Wilhelmsgymnasium München. 1950 promovierte er an der Universität Erlangen zum Dr. jur.: Das Kennen und Kennenmüssen der Anfechtbarkeit in § 142.
Schmid war ab 1. Juli 1969 Regierungsvizepräsident und vom 1. Juli 1975 bis zum Eintritt in den Ruhestand am 1. Dezember 1987 Regierungspräsident des bayerischen Regierungsbezirks Niederbayern.

## Ehrungen
- 1976: Verdienstkreuz am Bande der Bundesrepublik Deutschland
- 1984: Verdienstkreuz 1. Klasse der Bundesrepublik Deutschland
- Großes Verdienstkreuz der Bundesrepublik Deutschland
- Bayerischer Verdienstorden
- 1987: Ehrenbürger der Universität Passau